# Молочанск
Молочанск (на украински: Молочанськ) е град в Южна Украйна, Токмакски район на Запорожка област.
Основан е през 1803 година. Населението му е около 7883 души.
1. ↑  Молочанськ //  Енциклопедия на съвременна Украйна.   2019 г. Посетен на 2 май 2023 г.